# Изгубени в пустошта
„Изгубени в пустошта“ (на английски: Lost in the Barrens) е канадски приключенски драматичен филм от 1990 година на режисьора Майкъл Скот.
Базиран е на едноименния детски роман на Фарли Моуът през 1956 г. Във филма участват Никълъс Шийлдс, Еван Адамс, Лий Джей Камбъл, Греъм Грийн, Мериан Джоунс и др.
В България филмът е излъчен по БНТ 2 на 8 декември 2019 г. с български дублаж, направен от продуцентско направление „Чужди програми“. Екипът се състои от:
| Преводач            | Цветелина Николова                                                |
| Редактор            | Елисавета Каменова                                                |
| Тонрежисьор         | София Лъкова                                                      |
| Режисьор на дублажа | Елена Русалиева                                                   |
| Озвучаващи артисти  | Христо Чешмеджиев Петър Байков Константин Каракостов Чавдар Монов |